# Kottonmouth Kings
Kottonmouth Kings — американская рэп-рок-группа из Ориндж, Калифорния, основанная в 1994 году. Свой стиль группа определяет как «психоделический хип-хоп-панк-рок». В состав группы входят: Дастин «D-Loc» Миллер, Брэд «Daddy X» Ксавьер, Джонни Рихтер (настоящее имя — Timothy McNutt), Дэвид «The Dirtball» Александр, DJ Bobby B, Lou Dog. Бывшие участники — Saint Dog(Тронсон Стивен  †), The Taxman и Pakelika, который ушел из жизни 11 августа 2012 года, за несколько дней до выхода альбома «Mile High».
Их дебютный альбом, Royal Highness, вышел в 1998 году на Capitol Records. Успех пришёл к группе после релиза третьего альбома, High Society, в 2000 году и после совместного тура с D12 и Bionic Jive осенью 2001 года.
Так же одновременно с этим альбомом (High Society) записывался материал для первого DVD фильма о группе, DVD вышло в 2001 году и называлось «Dopeumentary». Так же в 2001 году выходит пластинка Hidden Stash II - The Kream Of The Krop. В 2002 году наступает черёд самого сочного, колоритного и лучшего на данный момент альбома Rollin’ Stoned, практически одновременно с ним выходит концертный DVD «Stoners Reeking Havoc». Далее на весь 2003 год группа отправляется в турне по Америке. По завершении которого выходит DVD «Endless Highway», также в 2003 году заканчивается контракт группы с Capitol records и парни выпускают свой первый альбом на обложке которого красуется надпись © Suburban noise records, он представляет собой двухдисковое издание, содержащее лучшие песни в живом исполнении, так альбом и называется — Classic hits Live. Далее, в середине 2004 года выходит Fire It Up и прилагающийся к нему DVD «Down 4 Tha Crown» . В этом альбоме акцент звучания сдвигается в сторону панк-рока, и группа дарит нам такие хиты как «Angry Youth» и «Revolution». В 2005 году наступает черёд нового альбома «№7», и если на Fire It Up звучал панк-рок, то теперь пришла очередь чистейшего хип-хопа, тут нельзя не вспомнить супер хит «Put It Down», записанный совместно с Cypress Hill. В клипе, снятом на эту песню можно увидеть D-Loca, исполняющего на костылях, дело в том что после записи альбома он сильно повредил ногу и тур в поддержку диска пришлось отменить, хотя сам Дастин Миллер был готов выступать хоть в инвалидной коляске. В этом же году выходит DVD «10 Years Deep» - некий отчёт группы перед фанатами за 10 лет. 2006 год преподносит нам сразу 2 творения Kottonmouth Kings альбом Koast 2 Koast, хоть многие и критикуют этот альбом, но по большому счёту он очень неплох. И далее в ноябре 2006 года выходит маркетинг-ход под названием Hidden Stash III. Альбом представляет собой 2-дисковый сборник хитов группы, плюс несколько новых треков. А также к этому сборнику прилагается DVD с клипами и концертами. В 2010 году участники группы заявляют об изменении состава группы; отныне группа состоит из четырех MC: The Dirtball, D-Loc, Daddy X, Johnny Richter. KMK выпускают новый альбом Long Live The Kings, а затем выходит и сольный альбом Johnny Richter - Laughing.
В 2011 году парни продолжают радовать многочисленных фанатов: в свет выходит альбом Sunrise Session, в который вошли такие хиты как «Ganja Daze» и «Down 4 Life», записанный вместе с солистом (hed) p.e. Джаредом Шейном.
Через некоторое время появляется очередной сборник под названием Hidden Stash V - Bong Loads And B-Sides.
Если 2011 год выдался для коллектива сравнительно неплохим, то 2012 наоборот. Перед самым выходом альбома Mile High от сердечной недостаточности из жизни уходит бывшей шоу-мен Kottonmouth Kings и их близкий друг — Pakelika. А в начале 2013 года группу, из-за конфликта почти со всеми членами коллектива, кроме Lou Dog и Johnny Richter, покидает ещё один шоу-мен the Taxman.
Хотя эта новость и многих огорчила, но тем не менее работа не прекратилась и уже в марте начался очередной мощный и взрывной тур по штатам под названием «March Madness». В августе 2015 года, ди-джей Бобби Б объявил на Instagram, что он и группа расстались после работы вместе в течение 19 лет.

## Альбомы
- Royal Highness (1998)
- Hidden Stash (1999)
- High Society (2000)
- Hidden Stash II: The Kream of the Krop (2001)
- Rollin' Stoned (2002)
- Fire It Up (2004)
- The Kottonmouth Xperience (2004)
- Kottonmouth Kings (2005)
- Joint Venture (2005)
- Koast II Koast (2006)
- Hidden Stash III (2006)
- Cloud Nine (2007)
- The Kottonmouth Xperience Vol. II: Kosmic Therapy (2008)
- The Green Album (2008)
- Hidden Stash 420 (2009)
- Long Live The Kings (2010)
- Sunrise Sessions (2011)
- Mile High (2012)
- Krown Power (2015)